# Bastion (jeu vidéo)
Pour les articles homonymes, voir Bastion (homonymie).
 (décembre 2016).
Si vous disposez d'ouvrages ou d'articles de référence ou si vous connaissez des sites web de qualité traitant du thème abordé ici, merci de compléter l'article en donnant les références utiles à sa vérifiabilité et en les liant à la section « Notes et références ».
Bastion est un jeu vidéo indépendant de type action-RPG développé par Supergiant Games et édité par Warner Bros. Interactive Entertainment.

## Histoire
Le personnage principal est un jeune homme silencieux, le Kid, qui doit naviguer dans les ruines d'une civilisation flottante. Le jeu est remarquable pour sa narration dynamique, ses illustrations colorées peintes à la main, et sa présentation en perspective isométrique en deux dimensions qui donne l'impression que le terrain flotte.

## Accueil
En 2011, plus de 500 000 copies ont été vendues, dont 200 000 sur le Xbox Live Arcade. En mars 2013, 1,7 million de jeux ont été vendus sur toutes plateformes confondues[réf. nécessaire]. Le jeu a remporté plusieurs prix.